# Muriel Romero
Muriel Romero (Murcia, 1972) es una bailarina, coreógrafa, gestora cultural y profesora española. En 2024 se convirtió en la primera mujer en dirigir la Compañía Nacional de Danza desde 1987.

## Trayectoria
Nació en Murcia en los años 1970. Se formó en Danza Clásica, Danza Española y Música con Alicia Monteagudo Ros. Con 11 años, ingresó en la Escuela Nacional de Danza de Madrid, bajo la dirección de María de Ávila, y siguió su formación con Lola de Ávila. Siguió con su carrera de danza clásica como alumna libre, y obtuvo Matrícula de Honor en todos sus cursos.
A los 16 años, se unió a la Compañía Nacional de Danza bajo las direcciones de Maya Plisétskaya, llegando a interpretar papeles principales en obras como Paquita de Marius Petipa, Les Sylphides de Michel Fokine y The Four Temperaments de George Balanchine. Fue primera solista del Bayerische Staatsballett en Múnich.
En 1993, se convirtió en primera bailarina en la Deutsche Oper Berlin y actuó en el Nationaltheater de Mannheim y en la Gala de Estrellas en el Teatro Mariinski de San Pertersburgo. Dos años después, regresó a la Compañía Nacional de Danza, en esta ocasión bajo la dirección de Nacho Duato.
A partir del año 2000, colaboró como artista freelance en proyectos con coreógrafos y dramaturgos como María La Ribot, Sasha Waltz, Cisco Aznar, Mateo Feijóo o Unterwegs Theater. Completó su trayectoria como solista en la compañía Grand Théâtre de Genève. Entre 2006 y 2008, fue primera solista en la Semperoper Ballett en Dresden, bajo la dirección de Aaron Watkin.
En 2008 se convirtió en codirectora del Instituto Stocos, del que también fue socia fundadora junto a Pablo Palacio. Parte de sus obras se han representado en festivales de Europa, América, África y Asia. También ha formado parte de proyectos europeos de danza en instituciones como la Politécnica de Milán, la Universidad de Génova (Casa Paganini), la Universidad de Conventry o el Motion Bank de la Forsythe Company.
En 2024, fue nombrada directora de la Compañía Nacional de Danza, en sustitución de Joaquín de Luz, siendo la primera mujer en tomar ese cargo desde 1987. Ocupará el cargo durante cinco años.

## Reconocimientos
A los 14 años, fue la ganadora del Primer Premio Nacional de Danza Clásica en el concurso Ciudad de Barcelona. Un año después, ganó el Prix du Paris en el concurso internacional Prix de Lausanne.
En el International Ballet Competition en Moscú, ganó el Premio Mijail Baryshnikov, el Premio de la Crítica y el Premio del Público. En 2021 obtuvo la beca de la Academia de España en Roma en la modalidad de Artes Escénicas.